# Grammoscelis leuconeura
Grammoscelis leuconeura är en fjärilsart som beskrevs av George Francis Hampson 1905. Grammoscelis leuconeura ingår i släktet Grammoscelis och familjen nattflyn. Inga underarter finns listade i Catalogue of Life.